# Tafari Benti

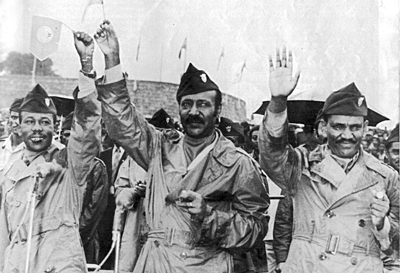
Tafari Benti (Mitte) mit Mengistu Haile Mariam (links) und Atnafu Abate (um 1975)

Tafari Benti (amharisch ተፈሪ በንቲ; * 11. Oktober 1921 in Addis Abeba; † 3. Februar 1977 ebd.) war ein äthiopischer General und Politiker, der als Vorsitzender der Militärjunta Derg zwischen 1974 und 1977 das Staatsoberhaupt Äthiopiens war. Er regierte den Staat kurz nach dem Sturz des Kaisers Haile Selassie. Sein offizieller Titel lautete Vorsitzender des Koordinierenden Komitees der Streitkräfte, Polizei und Territorialarmee. Nach knapp zweieinhalb Jahren im Amt wurde er von einer opponierenden Gruppe innerhalb der Derg um Mengistu Haile Mariam ermordet.

## Militärkarriere
Tafari Benti, der in eine Familie der Oromo geboren wurde, beteiligte sich bereits als Jugendlicher am Widerstand gegen die italienischen Besatzer, die das Land in der zweiten Hälfte der 1930er Jahre im Abessinienkrieg eingenommen hatten. Nach der Befreiung im Jahr 1941 trat er der äthiopischen Armee bei und besuchte die Militärakademie Holeta. Ab 1954 diente er als Leibwächter des Kaisers Haile Selassie und nahm zentrale Positionen in der Militärverwaltung ein. Im Jahr 1965 wurde er als Militärattaché an die äthiopische Botschaft in den USA versetzt. Als er fünf Jahre später zurückkehrte, wurde er in den Geheimdienst des Generalstabs der Armee aufgenommen und im Jahr 1972 zum Brigadegeneral befördert.

## Amtszeit als Staatsoberhaupt
Im Jahr 1974 unterstützte Tafari den Militärputsch, der zum Sturz des Kaisers führte. Nach der Ermordung von Aman Mikael Andom führte interimsweise zunächst Mengistu Haile Mariam die Amtsgeschäfte, am 27. November 1974 ernannte der Derg aber Tafari zum neuen Vorsitzenden des Koordinierenden Komitees der Streitkräfte, Polizei und Territorialarmee und damit zum Staatsoberhaupt Äthiopiens. Er galt im Vergleich zu Mengistu als gemäßigterer Kandidat und wurde in den folgenden Monaten das Gesicht der Militärjunta in der Öffentlichkeit.
In Tafari Bentis Amtszeit wurde die jahrhundertealte Monarchie in Äthiopien abgeschafft. Er trieb die Verstaatlichung von Industrie und Landwirtschaft voran und setzte den Kampf gegen Separatisten im besetzten Eritrea fort. Er versuchte die fortschreitende Radikalisierung der marxistisch-leninistisch geprägten Putschisten im beginnenden äthiopischen Bürgerkrieg unter Kontrolle zu bringen, es gelang ihm aber nicht die Regierung unter seiner Führung zu stabilisieren.

## Ermordung
Im Februar 1977 wurde er ebenso wie mehrere seiner Verbündeten im Zuge eines Machtkampfs innerhalb des Derg getötet. Mengistu erklärte anschließend, Tafari sei Anhänger der Äthiopischen Revolutionären Volkspartei gewesen, die sich für eine zivile Regierung anstelle der militärischen Machthaber aussprach. Da er durch das Ausschalten seiner Gegner nun die Mehrheit im Derg auf sich vereinen konnte, ließ sich Mengistu daraufhin zum Staatsoberhaupt wählen und blieb bis 1991 diktatorisch regierender Präsident des Vielvölkerstaates.